# Bourseville
Bourseville település Franciaországban, Somme megyében. Lakosainak száma 715 fő (2022. január 1.). Bourseville Woignarue, Allenay, Brutelles, Friville-Escarbotin, Tully és Vaudricourt községekkel határos.

## Népesség
A település népességének változása:
| Lakosok száma | 706  | 696  | 711  | 699  | 701  | 704  | 708  | 715  | 715  |
|               | 2013 | 2015 | 2016 | 2017 | 2018 | 2019 | 2020 | 2021 | 2022 |